# Европско првенство у атлетици за млађе сениоре 2017 — 400 метара за жене
Такмичење у трчању на 400 метара у женској конкуренцији на 11. Европском првенству у атлетици за млађе сениоре 2017. у Бидгошћу одржано је 14. јул и 15. јула 2017. на стадиону Жђислав Кшишковјак.
Титулу освојену у Талину 2015, није бранила Бјанка Разор из Румуније јер је прешла у сениоре.

## Земље учеснице
Учествовало је 25 такмичарки из 17 земаља.
1. Аустрија (1)
2. Грчка (1)
3. Ирска (2)
4. Италија (3)
5. Република Косово (1)
6. Летонија (1)
7. Литванија (1)
8. Мађарска (1)
9. Немачка (1)
10. Норвешка (1)
11. Пољска (3)
12. Словенија (3)
13. Уједињено Краљевство (1)
14. Украјина (1)
15. Француска (1)
16. Холандија (2)
17. Чешка (1)

## Освајачи медаља
|                                  |                       |                           |
| Гунта Латишева-Чударе · Летонија | Лаура Милер · Немачка | Лаура Де Вите · Холандија |

## Квалификациона норма
Требало је да такмичарке остваре квалификациону норму у периоду од 1. јануара 2016. до 4. јула 2017. године.
| Норма |
| ----- |
| 55,00 |

## Сатница
| Датум   | Време | Коло          |
| ------- | ----- | ------------- |
| 14. јул | 16:40 | Квалификације |
| 15. јул | 18:19 | Финале        |

## Рекорди
| Рекорди пре почетка Европског првенства 2017. | Рекорди пре почетка Европског првенства 2017. | Рекорди пре почетка Европског првенства 2017. | Рекорди пре почетка Европског првенства 2017. | Рекорди пре почетка Европског првенства 2017. | Рекорди пре почетка Европског првенства 2017. |
| Рекорди                                       | Атлетичарка                                   | Земља                                         | Време                                         | Место                                         | Датум                                         |
| --------------------------------------------- | --------------------------------------------- | --------------------------------------------- | --------------------------------------------- | --------------------------------------------- | --------------------------------------------- |
| Европски рекорд У-23                          | Олга Бризгина                                 | Совјетски Савез                               | 48,27                                         | Канбера, Аустралија                           | 6. октобар 1985.                              |
| Рекорди европских првенстава У-23             | Олга Зајцева                                  | Русија                                        | 50,72                                         | Ерфурт, Немачка                               | 16. јул 2005.                                 |
| Најбољи европски резултат сезоне У-23         | Дебора Сананес                                | Француска                                     | 51,91                                         | Женева, Швајцарска                            | 10. јун 2017.                                 |

### Најбољи европски резултати у 2017. години
Десет најбољих атлетичарки у трци на 400 метара 2017. године до почетка првенства (12. јул 2017), имале су следећи пласман на европској ранг листи.
| 1.  | Дебора Сананес      | Француска        | 51,91 | 10. јун |
| 2.  | Лаура Милер         | Немачка          | 52,04 | 23. јун |
| 3.  | Катерина Климјук    | Украјина         | 52,25 | 6. јун  |
| 4.  | Александра Гаворска | Пољска           | 52,45 | 2. јун  |
| 5.  | Лавија Нилсен       | Велика Британија | 52,60 | 27. мај |
| 6.  | Cheriece Hylton     | Велика Британија | 52,68 | 9. јул  |
| 7.  | Ева Ховенкамп       | Холандија        | 52,83 | 20. мај |
| 8.  | Ајомиде Фолорунсо   | Италија          | 52,85 | 20. мај |
| 9.  | Татјана Мељник      | Украјина         | 23,23 | 10. јун |
| 10. | Мариола Караш       | Пољска           | 23,26 | 1. јул  |

Такмичарке чија су имена подебљана учествовале су на ЕП.

## Резултати

### Квалификације
Квалификације су одржане 14. јула. Такмичарке су биле подељене у 3 групе. У финале су се пласирале прве 2 из сваке групе (КВ) и 2 на основу резултата (кв).,,
Старт: група 1 у 16:40, група 2 у 16:48 и група 3 у 16:56.
| Место | Групе | Стаза | Атлетичарка           | Земља                | ЛР    | ЛРС   | Резултат | Белешка      |
| ----- | ----- | ----- | --------------------- | -------------------- | ----- | ----- | -------- | ------------ |
| 1.    | 1     | 2     | Гунта Латишева-Чударе | Летонија             | 52,17 | 53,34 | 51,80    | КВ, ЕРС      |
| 2.    | 2     | 6     | Анита Хорват          | Словенија            | 52,18 | 52,18 | 51,94    | КВ, НР, ЛР   |
| 3.    | 1     | 5     | Лаура Де Вите         | Холандија            | 52,28 | 52,28 | 52,15    | КВ, НРмс, ЛР |
| 4.    | 1     | 9     | Лаура Милер           | Немачка              | 51,69 | 52,04 | 52,32    | кв           |
| 5.    | 3     | 3     | Лавија Нилсен         | Уједињено Краљевство | 52,25 | 52,60 | 52,80    | КВ           |
| 6.    | 2     | 9     | Модеста Мораускаите   | Литванија            | 53,18 | 53,28 | 52,81    | КВ, ЛР       |
| 7.    | 2     | 8     | Доминика Мурашевска   | Пољска               | 53,02 | 53,02 | 52,88    | кв, ЛР       |
| 8.    | 2     | 2     | Катерина Климјук      | Украјина             | 52,25 | 52,25 | 52,90    |              |
| 9.    | 3     | 5     | Дебора Сананес        | Француска            | 51,75 | 51,91 | 52,96    | КВ           |
| 10.   | 3     | 1     | Адријана Јанович      | Пољска               | 53,40 | 53,40 | 53,07    | ЛР           |
| 11.   | 2     | 3     | Евелин Надхази        | Мађарска             | 53,71 | 53,71 | 53,22    |              |
| 12.   | 3     | 7     | Ева Ховенкамп         | Холандија            | 52,83 | 52,83 | 53,25    |              |
| 13.   | 1     | 3     | Александра Троиани    | Италија              | 53,51 | 53,51 | 53,47    | ЛР           |
| 14.   | 3     | 6     | Илениа Витале         | Италија              | 53,20 | 53,45 | 53,58    |              |
| 15.   | 1     | 4     | Мариола Караш         | Пољска               | 52,95 | 52,95 | 53,78    |              |
| 16.   | 2     | 7     | Сузан Вали            | Аустрија             | 53,65 | 55,13 | 53,94    | ЛРС          |
| 17.   | 1     | 7     | Деспина Моурта        | Грчка                | 53,79 | 53,79 | 54,02    |              |
| 18.   | 2     | 5     | Сара Дортеа Јенсен    | Норвешка             | 53,51 | 54,37 | 54,06    | ЛРС          |
| 19.   | 3     | 9     | Хелена Јиранова       | Чешка                | 53,77 | 53,77 | 54,20    |              |
| 20.   | 1     | 8     | Џена Бромел           | Ирска                | 53,97 | 54,06 | 54,34    |              |
| 21.   | 2     | 4     | Вирђинија Троиани     | Италија              | 53,79 | 53,79 | 54,44    |              |
| 22.   | 3     | 8     | Маја Погоревц         | Словенија            | 53,76 | 53,84 | 54,59    |              |
| 23.   | 1     | 6     | Ања Бенко             | Словенија            | 54,84 | 54,84 | 54,99    |              |
| 24.   | 3     | 4     | Софи Бекер            | Ирска                | 54,62 | 54,62 | 54,99    |              |
| 25.   | 3     | 2     | Вијона Криезиу        | Република Косово     | 54,30 | 57,94 | 57,53    | ЛРС          |

### Финале
Финале је одржано 15. јула 2017. године у 18:19.,
| Место | Стаза | Атлетичарка           | Земља                | Резултат | Белешка |
| ----- | ----- | --------------------- | -------------------- | -------- | ------- |
|       | 4     | Гунта Латишева-Чударе | Летонија             | 52,00    |         |
|       | 3     | Лаура Милер           | Немачка              | 52,42    |         |
|       | 5     | Лаура Де Вите         | Холандија            | 52,51    |         |
| 4.    | 7     | Анита Хорват          | Словенија            | 53,06    |         |
| 5.    | 6     | Лавија Нилсен         | Уједињено Краљевство | 53.18    |         |
| 6.    | 2     | Доминика Мурашевска   | Пољска               | 53,62    |         |
| 7.    | 9     | Модеста Мораускаите   | Литванија            | 54,06    |         |
| 8.    | 8     | Дебора Сананес        | Француска            | 54,25    |         |